# Condado de Peñaflor de Argamasilla
El condado de Peñaflor de Argamasilla es un título nobiliario español creado por el rey Felipe IV mediante decreto de 31 de diciembre de 1620 a favor de Francisco de Villacís y Céspedes, IV señor de Argamasilla.

## Denominación
La denominación del título hace referencia al donadío de Argamasilla, también llamado Peñaflor de Argamasilla, un conjunto de tierras de jurisdicción señorial situadas en la vega de Carmona. Hoy en día el antiguo señorío de Argamasilla es un cortijo situado en el término municipal de Carmona, cerca del límite con Fuentes de Andalucía. 

## Titulares del condado de Peñaflor de Argamasilla
- Francisco de Villacís y Céspedes (n. Sevilla, junio de 1566),  I conde de Peñaflor de Argamasilla, caballero de la Orden de Santiago, veinticuatro de Sevilla, corregidor de Segovia, Toledo y Madrid, presidente de la Real Casa de la Contratación de Sevilla, miembro del Consejo de Indias y mayordomo del cardenal-infante Don Fernando.[1] Era hijo de Pedro de Villacís, III señor de Argamasilla y de su segunda esposa, Beatriz Lasso de la Vega, esta última hija de Gonzalo de Céspedes y de Inés de Nebreda, nieta por el lado paterno de Pedro de Céspedes y de Beatriz Lasso de la Vega.[2]

Contrajo dos matrimonios, el primero el 20 de agosto de 1595, en Sevilla, con María Enríquez de Saavedra (llamada también María de Guzmán). Casó en segundas nupcias con Catalina de la Cerda, de quien no hubo descendencia. Le sucedió su hijo del primer matrimonio:
- Pedro de Villacís y Saavedra (Sevilla, diciembre de 1597-Sevilla, 14 de julio de 1681), II conde de Peñaflor de Argamasilla y caballero de la Orden de Santiago.

Casó con Elvira Quijada de Villamizar y Ocampo (1599-1673). Le sucedió su hijo:
- Gaspar Domingo de Villacís y Quijada de Ocampo (n. Valladolid, ¿?-Madrid, 17 de abril de 1711), III conde de Peñaflor de Argamasilla, señor de Villagarcía de Campos, de Santa Eufemia y muchos lugares. Recibido en el estado noble de Zamora el 6 de enero de 1679.

Contrajo tres matrimonios: el 17 de marzo de 1655 con María Antonia Manrique de Lara y Meneses; el 5 de abril de 1676 con Aldonza María Ponce de León y Messía; y, con Leonor Petronila Manrique de Lara e Ibarra, hija de Bernardino Manrique de Lara, I conde de las Amayuelas. Le sucedió un hijo de su tercer matrimonio:
- Ignacio de Villacís y Manrique de Lara (Zamora, ¿?-Madrid, 13 de diciembre de 1720), IV conde de Peñaflor de Argamasilla, señor de Villagarcía de Campos, Carbajosa, Santa Eufemia, Valdegemas, etc.

Contrajo matrimonio el 26 de diciembre de 1705, en Madrid, con Manuela de la Cueva Enríquez (Madrid, 19 de septiembre de 1679-Madrid, 18 de marzo de 1753), hija de Melchor Fernández de la Cueva y Enríquez de Cabrera, IX duque de Alburquerque, y de Ana Rosolea de la Cueva y Díez-Aux de Armendáriz, V condesa de la Torre y III marquesa de Cadreita. Le sucedió su hijo:
- Francisco Antonio de Villacís Manrique de Lara y de la Cueva (Madrid, 8 de enero de 1711-Madrid, 20 de septiembre de 1745), V conde de Peñaflor de Argamasilla, V conde de las Amayuelas, VI marqués de Taracena, señor de Villagarcía de Campos, etc. El rey Felipe V le concedió la grandeza de España de segunda clase para el título del condado de las Amayuelas.

Casó el 18 de mayo de 1738 con su prima hermana Teresa María Fernández de Velasco y Villacís, hija de Pedro Fernández de Velasco y Tovar, II marqués de Cilleruelo, y de Beatriz de Villacís Manrique de Lara. Le sucedió su hija:
- María de la Concepción de Villacís y Fernández de Velasco (n. Madrid, 9 de septiembre de 1744),VI condesa de Peñaflor de Argamasilla, VI condesa de las Amayuelas, grande de España, y VII marquesa de Taracena.  Falleció joven y la última vez que se menciona es el 11 de diciembre de 1745 cuando su madre otorgó un poder en el que se refiere a ella como condesa de las Amayuelas y de Peñaflor y marquesa de Taracena.[8] Le sucedió su tía:[8]

- Ana Catalina de Villacís y de la Cueva (Madrid, 22 de mayo de 1709-Madrid, 27 de febrero de 1776),  VII condesa de Peñaflor de Argamasilla, VII condesa de las Amayuelas, grande de España de primera clase, VIII marquesa de Taracena y señora de Villagarcía de Campos. Fue condesa de Peñaflor durante un tiempo pero perdió el título después de que Francisco Alonso de Villacís y de la Torre ganara un pleito alegando que el título era de «rigurosa agnación». Le sucedió:[9]

- Francisco Alonso de Villacís Menchaca y Martel  (Sevilla, 4 de octubre de 1695-Sevilla, 20 de mayo de 1766), VIII conde de Peñaflor de Argamasilla.  Era hijo de Pedro Francisco de Villacís Menchaca y Martel —señor de Almonaster y de Torre Martel y proveedor general de las Armadas y flotas de Indias—, y de Teresa María de la Torre Carbonera. El Consejo de Castilla dictó a su favor el 3 de noviembre de 1761 en el pleito contra Ana Catalina de Villacís y de la Cueva.

Contrajo un primer matrimonio con Ana de Torres Payba Navarro. Se casó después con Rafaela de Rivera Saavedra con quien tuvo una hija. Le sucedió un hijo de su primer matrimonio:
- Pedro de Villacís y Torres (Sevilla, 10 de diciembre de 1733-septiembre de 1802), IX conde de Peñaflor de Argamasilla.

Contrajo matrimonio con Luisa de Luna y Ahumada. Sin descendencia. Le sucedió su tío:
- Manuel de Villacís Menchaca Martel y Torres (Sevilla, 14 de mayo de 1741-Sevilla, febrero de 1811), X conde de Peñaflor de Argamasilla,  hermano del VIII conde de Peñaflor de Argamasilla. Fue señor de Almonaster, Torre Martel y maestrante de Sevilla.

Casó el 18 de abril de 1778, en Sevilla, con María de los Dolores Clarebout y Alvizu (m. Sevilla, 6 de febrero de 1818), hija de Juan Félix Clarebout y Tello de Eslava y de Margarita Alvizu y de la Barreda Bracho, nacida en Buenos Aires. Le sucedió su hijo:
- Manuel de Villacís y Clarebout (Sevilla, 31 de mayo de 1779-Sevilla, 17 de junio de 1831), XI conde de Peñaflor de Argamasilla, veinticuatro y maestrante de Sevilla.

Casó el 5 de abril de 1813, en Sevilla, con María Francisca de Sales y Aguado y Renírez de Estenoz (Sevilla, 14 de febrero de 1790-ibídem 30 de octubre de 1862). El matrimonio tuvo dos hijas, María Dolores, que se convirtió en la XIII condesa de Peñaflor de Argamasilla, y María de la Concepción de Villacís y Aguado, casada con Juan Nepomuceno le Gallois de Grimarest y Aguado. Le sucedió su hermano:
- José de Villacís y Clarebout (Sevilla, 1 de agosto de 1789-Sevilla, 26 de noviembre de 1848), XII conde de Peñaflor de Argamasilla, soltero y sin descendencia, le sucedió su sobrina:[14]

- María de los Dolores de Villacís y Aguado (Sevilla, 6 de diciembre de 1824-Sevilla, 30 de noviembre de 1891), XIII condesa de Peñaflor de Argamasilla. No sucedió a su padre, Manuel de Villacís y Clarebout, por la exigencia de varonía, pero al morir su tío, se convirtió en condesa de Peñaflor de Argamasilla «en virtud de las leyes desvinculadoras».

Contrajo matrimonio el 6 de abril de 1836, en Sevilla, con Luis Halcón y Mendoza, maestrante de Sevilla, comandante retirado de artillería y Gentilhombre de Cámara del rey. Le sucedió su hijo:
- Rafael Halcón y Villacís (Sevilla, 14 de enero de 1837-Sevilla, 26 de febrero de 1911), XIV conde de Peñaflor de Argamasilla, general de la brigada de artillería, caballero de la Orden de Santiago, teniente hermano de la Real Maestranza de Caballería de Sevilla y senador por la provincia de Sevilla.[16]

Casó el 5 de abril de 1874, en San Sebastián, con Carlota Espinosa de los Monteros y Guisasola. Le sucedió su hijo:
- Luis Halcón y Espinosa de los Monteros (Sevilla, ca. 1876-Sevilla, 15 de septiembre de 1912), XV conde de Peñaflor de Argamasilla. En 1913 rehabilitó el título de marqués de Villafranca de Pítamo que había sido creado por el rey Carlos II por Real Decreto el 8 de octubre de 1679 a favor de Pedro Manuel de Céspedes Cárdenas y Fajardo.[18]

Casó el 20 de octubre de 1910, en Sevilla, con María de la Blanca Lasso de la Vega y Quintanilla, hija de Miguel Lasso de la Vega y Quintanilla, XI marqués de las Torres de la Pressa y I vizconde de Dos Fuentes, grande de España, y de su esposa María de Gracia de Quintanilla y Caro.  Le sucedió su hijo:
- Luis Halcón y Lasso de la Vega (Sevilla, 30 de septiembre de 1911-Sevilla, 16 de enero de 1978), XVI conde de Peñaflor de Argamasilla y XII marqués de Villafranca del Pítamo.

Casó el 8 de marzo de 1936, en Sevilla, con María de los Dolores de la Lastra y Castrillo, hija de Manuel de la Lastra y Liendo y de su primera esposa María de la Concepción Castrillo y Sanjuán, marquesa de Benamejí, grande de España, etc. Le sucedió su hijo;
- Luis Manuel Halcón y de la Lastra (n. Sevilla, 24 de agosto de 1939), XVII conde de Peñaflor de Argamasilla y XIII marqués de Villafranca del Pítamo.

Contrajo matrimonio el 6 de diciembre de 1963 con María Luisa Guardiola y Domínguez. Con sucesión.